# HTC One M8
HTC One M8 er en Smartphone, udviklet og produceret af HTC. HTC One M8 er efterfølgeren til forgængeren HTC One M7 (også kendt som HTC One). Der er HTCs nyeste bud på en flagship-model i år 2014, som skal konkurrere med Samsung GALAXY S5,Sony Xperia Z2 og Iphone.

## lancering
HTC One M8 blev præsenteret på et separat event i  New York den 25 Marts 2014, hvor også en ny version af HTC's software kaldet Sense 6 blev lanceret. Det var dog ingen overraskelse, da telefonen allerede var blevet lækket til offentligheden omkring 1 Marts 2014 af youtuber, Gadget Reviews. 